# River Bremer
River Bremer är ett vattendrag i Australien. Det ligger i delstaten South Australia, omkring 64 kilometer sydost om delstatshuvudstaden Adelaide.
Trakten runt River Bremer är nära nog obefolkad, med mindre än två invånare per kvadratkilometer. Genomsnittlig årsnederbörd är 513 millimeter. Den regnigaste månaden är juni, med i genomsnitt 86 mm nederbörd, och den torraste är december, med 16 mm nederbörd.